# Каскейд (тауншип, Миннесота)
Каскейд (англ. Cascade) — тауншип в округе Олмстед, Миннесота, США. На 2000 год его население составило 3183 человека.

## География
По данным Бюро переписи населения США площадь тауншипа составляет 45,2 км², из которых 45,1 км² занимает суша, а 0,1 км² — вода (0,6 %).

## Демография
По данным переписи населения 2000 года здесь находились 3183 человека, 1064 домохозяйства и 872 семьи. Плотность населения — 70,6 чел./км². На территории тауншипа расположено 1103 постройки со средней плотностью 24,5 построек на один квадратный километр. Расовый состав населения: 91,55 % белых, 0,31 % афроамериканцев, 6,50 % азиатов, 0,72 % — других рас США и 0,91 % приходится на две или более других рас. Испанцы или латиноамериканцы любой расы составляли 1,16 % от популяции тауншипа.
Из 1064 домохозяйств в 49,6 % воспитывались дети до 18 лет, в 75,5 % проживали супружеские пары, в 3,4 % проживали незамужние женщины и в 18,0 % домохозяйств проживали несемейные люди. 14,4 % домохозяйств состояли из одного человека, при том 3,3 % из — одиноких пожилых людей старше 65 лет. Средний размер домохозяйства — 2,99, а семьи — 3,33 человека.
33,8 % населения — младше 18 лет, 5,0 % — в возрасте от 18 до 24 лет, 29,8 % — от 25 до 44, 26,1 % — от 45 до 64, и 5,3 % — старше 65 лет. Средний возраст — 37 лет. На каждые 100 женщин приходилось 103,8 мужчин. На каждые 100 женщин старше 18 приходилось 102,1 мужчин.
Средний годовой доход домохозяйства составлял 84 619 долларов, а средний годовой доход семьи — 93 913 долларов. Средний доход мужчин — 61 127 долларов, в то время как у женщин — 34 438. Доход на душу населения составил 31 099 долларов. За чертой бедности находились 0,7 % семей и 2,1 % всего населения тауншипа, из которых 0,2 % младше 18 и 18,3 % старше 65 лет.